# Parc Nacional dels Pieniny
El Parc Nacional dels Pieniny - (eslovac) Pieninský národný park - és un dels nou parcs nacionals d'Eslovàquia. Es troba al nord del país, a les muntanyes orientals dels Pieniny, a la frontera amb Polònia. És el parc nacional més petit d'Eslovàquia, amb una superfície de 37,5 km² i una zona perifèrica de 224,44 km².
Es troba als districtes de Kežmarok i de Stará Ľubovňa, a la regió de Prešov.